# وویه (شهرستان گووداپ)
وویه (به لاتین: Łoje) یک روستا در لهستان است که در گمینا دوبنگنکی واقع شده‌است.